# 歐洲愛國黨
歐洲愛國黨（法語：Patriotes.eu），前稱認同與民主黨（Identity and Democracy Party, ID）、争取民族和自由欧洲运动（Movement for a Europe of Nations and Freedom，缩写为MENL或MENF），是一個成立於2014年的民族主义、右翼民粹主义、歐洲懷疑主義的欧洲政党。该党在2015年至2019年所屬的欧洲议会党团為民族和自由欧洲、2019年至2024年為認同與民主；2024年歐洲議會選舉後，其多數歐洲議會議員加入歐洲愛國者黨團。

## 歷史

### 2010年代
2014年歐洲議會選舉後，歐洲爭取自由聯盟的所屬政黨試圖組成歐洲議會黨團，但沒有成功。 之後，國民聯盟、北方聯盟、奧地利自由黨、佛拉蒙利益及公民保守黨成立争取民族和自由欧洲运动。 然而，荷蘭自由黨因拒絕接受歐盟的資助，選擇不參加這個泛歐政黨。 波蘭新右派大會（KNP）最初表示將加入新聯盟，但之後指責法國國民聯盟在波蘭和奧地利媒體上散佈虛假主張。 最終，新右派大會仍參與了該黨新議會黨團的創立，其前領導人雅努什·科爾溫-米克遭驅逐出黨，由米哈爾·馬魯西克接替。
該運動在2015年獲得歐洲議會承認，並獲得政黨補助金€1,170,746 與政治基金會「民族與自由歐洲基金會」（Fondation pour une Europe des Nations et des Libertés）補助金€621,677。
2015年6月16日，歐洲議會民族和自由歐洲黨團成立，成員包括争取民族和自由欧洲运动的國民聯盟、奧地利自由黨、北方聯盟、佛拉蒙利益、波蘭新右派大會和英國獨立黨前成員珍妮絲·艾金森。
該運動的第一次黨代表大會於2015年6月28日在法國佩皮尼昂舉行，聚集了來自國民聯盟的歐洲議會議員以及一些地方和全國代表。這次會議的主要目的是回顧國民聯盟議員第一年的活動。
2015年9月15日，佛拉蒙利益（VB）和該運動在佛拉蒙議會舉辦一場關於主權議題的座談會，與會者包括佛拉蒙利益領導人湯姆·范格林肯、歐洲議會議員傑羅夫·安內曼斯、佛拉蒙利益成員芭芭拉·帕斯和國民聯盟領導人瑪琳·勒朋。 雖然所有佛拉蒙黨派都批准瑪琳·勒朋訪問議會，但佛拉蒙議會議長揚·普曼斯（新佛拉蒙聯盟, N-VA）決定不參加該場座談會。
2015年11月21日，其智庫「民族與自由歐洲基金會」舉辦「歐元，不可避免的失敗？」（L'euro，un échec inéluctable?）研討會，討論歐元及其如何成為無法避免的失敗。雅克·薩皮爾等人參與了該場研討會。該基金會於2016年4月2日在巴黎組織了另一場研討會，討論法國工會代表和專業組織的發展問題。
該運動的第三次座談會於2016年3月4日在佛拉蒙議會舉行，出席者包括佛拉蒙利益領導人湯姆·范格林肯和荷蘭自由黨領導人海爾特·懷爾德斯。這場題為「自由」（Vrijheid）的座談會討論了歐洲的自由以及自由將如何受到來自「文化與『歐洲文化』根本不同的國家」移民的威脅。
該運動的成員和盟友於2016年7月在維也納參加由奧地利自由黨主辦的會議。法國國民聯盟、馬泰奧·薩爾維尼領導的北方聯盟、德國另類選擇黨、比利時佛拉蒙利益、荷蘭自由黨以及其他獨立政治家和較小的歐洲政黨都出席了會議。
根據《政客》報導，該運動在2016年欠歐洲議會535,818歐元。媒體稱争取民族和自由欧洲运动禁止使用歐盟補助金資助國家政黨和公投活動。 該黨強烈否認這些指控，並表示他們只需將未使用的歐盟資金返還給歐洲議會。

### 2020年代
2019年，該黨擴大規模，包含2月的愛沙尼亞保守人民黨，3月的斯洛伐克我們是一家人黨，9月的義大利聯盟。2019年歐洲議會選舉後，該黨更名為認同與民主黨，成為第九屆歐洲議會認同與民主黨團的歐洲政黨。
2020年7月，葡萄牙民族主義政黨夠了！加入。
2023年7月，2019年加入認同與民主黨團的德國另類選擇黨（AfD）正式入黨。
2024年1月，斯洛伐克民族黨與保加利亞復興黨入黨。
2024年6月，德國另類選擇黨為了避免遭到開除而主動退黨。
2024年8月，該黨更名為歐洲愛國黨（Patriots.eu）， 並發布新政黨宣言。
2024年9月，匈牙利青民盟、希臘理性之聲、西班牙呼聲和捷克是的成為愛國黨新成員。

## 組織

### 主席團
| 職位   | 姓名            | 國家   | 政黨         |
| ------ | --------------- | ------ | ------------ |
| 黨主席 | 傑羅夫·安內曼斯 | 比利时 | 佛拉蒙利益   |
| 財務長 | 凱瑟琳·格里瑟   | 法國   | 國民聯盟     |
| 成員   | 哈拉德·維林斯基 | 奥地利 | 奧地利自由黨 |
| 成員   | 馬可·坎波梅諾西 | 義大利 | 聯盟         |
| 成員   | 瑪琳·勒朋       | 法國   | 國民聯盟     |
| 成員   | 喬丹·巴德拉     | 法國   | 國民聯盟     |

### 歷任主席
| No. | 圖片 | 姓名                         | 任期      | 政黨       | 成員國 |
| --- | ---- | ---------------------------- | --------- | ---------- | ------ |
| 1   |      | 路易·艾利奧 （1969–）        | 2015–2017 | 國民聯盟   | 法國   |
| 2   |      | 尚-法蘭索瓦·哈爾克 （1957–） | 2017–2019 | 國民聯盟   | 法國   |
| 3   |      | 傑羅夫·安內曼斯 （1958–）    | 2019–     | 佛拉蒙利益 | 比利时 |

## 成員

### 正式成員
| 國家     | 政黨                              | 縮寫   | 歐洲議會席次 | 下議院席次 | 上議院席次 | 狀態   |
| -------- | --------------------------------- | ------ | ------------ | ---------- | ---------- | ------ |
| 奥地利   | 奧地利自由黨                      | FPÖ    | 6 / 20       | 58 / 183   | 16 / 61    | 在野   |
| 比利时   | 佛拉蒙利益                        | VB     | 3 / 22       | 20 / 87    | 7 / 60     | 在野   |
| 捷克     | 是的2011                          | ANO    | 7 / 21       | 71 / 200   | 5 / 81     | 在野   |
| 爱沙尼亚 | 愛沙尼亞保守人民黨                | EKRE   | 0 / 7        | 11 / 101   | 11 / 101   | 在野   |
| 法國     | 國民聯盟                          | RN     | 30 / 81      | 125 / 577  | 2 / 348    | 在野   |
| 希腊     | 理性之聲                          | FL     | 1 / 21       | 0 / 300    | 0 / 300    | 議會外 |
| 匈牙利   | 青年民主主義者聯盟—匈牙利公民聯盟 | Fidesz | 10 / 21      | 116 / 199  | 116 / 199  | 執政   |
| 義大利   | 聯盟                              |        | 8 / 76       | 66 / 400   | 30 / 200   | 執政   |
| 荷蘭     | 自由黨                            | PVV    | 6 / 31       | 37 / 150   | 5 / 75     | 執政   |
| 葡萄牙   | 夠了！                            | CH     | 2 / 21       | 50 / 230   | 50 / 230   | 在野   |
| 西班牙   | 呼聲                              |        | 6 / 31       | 33 / 350   | 3 / 265    | 在野   |

## 歐盟內的活動

### 歐盟機構概述
| 組織       | 機構           | 席次     |
| ---------- | -------------- | -------- |
| 欧盟       | 歐洲議會       | 72 / 720 |
| 欧盟       | 歐盟執委會     | 0 / 27   |
| 欧盟       | 歐盟理事會     | 1 / 27   |
| 欧盟       | 歐盟部長理事會 |          |
| 欧盟       | 歐洲地區委員會 |          |
| 欧洲委员会 | 議員大會       |          |

### 歐洲議會
歐洲愛國者是第十屆歐洲議會第三大黨團。主席是法國歐洲議會議員喬丹·巴德拉。

### 歐盟理事會
| 成員國 | 姓名        | 職稱 | 政黨                              | 加入理事會時間 | 照片 |
| ------ | ----------- | ---- | --------------------------------- | -------------- | ---- |
| 匈牙利 | 奧班·維克多 | 總理 | 青年民主主義者聯盟—匈牙利公民聯盟 | 2010年5月29日  |      |

### 國家議會
| 國家     | 議會               | 席次      |
| -------- | ------------------ | --------- |
| 奥地利   | 國民議會 下議院    | 58 / 183  |
| 奥地利   | 聯邦議會 上議院    | 10 / 61   |
| 比利时   | 眾議院 下議院      | 20 / 150  |
| 比利时   | 參議院 Upper house | 7 / 60    |
| 捷克     | 眾議院 下議院      | 71 / 200  |
| 捷克     | 參議院 上議院      | 5 / 81    |
| 爱沙尼亚 | 國會               | 11 / 101  |
| 法國     | 國民議會 下議院    | 125 / 577 |
| 法國     | 參議院 上議院      | 2 / 348   |
| 希腊     | 議會               | 0 / 300   |
| 匈牙利   | 國民議會           | 116 / 199 |
| 義大利   | 眾議院 下議院      | 66 / 400  |
| 義大利   | 參議院 上議院      | 30 / 200  |
| 荷蘭     | 國會二院 下議院    | 37 / 150  |
| 荷蘭     | 國會一院 上議院    | 5 / 75    |
| 葡萄牙   | 共和國議會         | 50 / 230  |
| 西班牙   | 眾議院 下議院      | 33 / 350  |
| 西班牙   | 參議院 上議院      | 3 / 266   |

## 與其他政黨的關係
捷克民族保守主義政黨公民保守黨是創黨成員，但於2016年退黨。
2016年2月，反歐元、反移民政黨德國另類選擇黨及其領袖弗勞克·派翠邀請奧地利自由黨領袖海因茨-克里斯蒂安·史特拉赫參加在杜塞道夫舉行的黨代表大會，選擇黨也宣布與自由黨簽署合作協議。 2016年4月，選擇黨副主席亞歷山大·高蘭也提議與瑪琳·勒朋的國民聯盟結盟。 因此，選擇黨的歐洲議會議員馬庫斯·普雷澤爾在2016年4月30日加入了民族和自由歐洲黨團。選擇黨是認同與民主黨的歐洲議會黨團「認同與民主」成員。 丹麥人民黨（DPP）和正統芬蘭人黨也是認同與民主黨團的成員，前者還參與了認同與民主黨的活動，如2019年安特衛普會議。
荷蘭自由黨 (PVV) 儘管不是爭取民族和自由歐洲運動（MENF）成員，但也參加了其先前在歐洲議會的黨團民族和自由歐洲（ENF）。 黨魁海爾特·懷爾德斯也出席了認同與民主黨活動並出現在其文宣中。前選擇黨領袖弗勞克·派翠創立的藍黨，及傑拉德·巴登領導的英國獨立黨雖是民族和自由歐洲黨團成員，但未正式入黨。
歐洲愛國黨領導人也與義大利兄弟黨（FdI）保持某種政治關係。 2015年10月24日，爭取民族和自由歐洲運動領導人兼國民聯盟副主席路易·艾利奧在的里雅斯特的移民議題會議與義大利兄弟黨主席喬治亞·梅洛尼會面。 同年，儘管了瑞士人民黨（SVP）與該運動沒有正式聯繫，瑪琳·勒朋仍祝賀該黨贏得2015年瑞士大選。 該運動在2015年發起了反移民運動，如同瑞士人民黨在2014年瑞士移民公投期間發起的選舉活動一樣。2017年2月，法國歐洲議會議員愛德華·費朗會見了西班牙呼聲黨領袖。 早在2016年，呼聲黨主席聖地牙哥·阿巴斯卡爾就已經會見了國民聯盟領導人之一、也是爭取民族和自由歐洲運動歐洲議會議員的路易·艾利奧。
2020年1月24日，該黨智庫認同與民主黨基金會在倫敦舉辦了一次活動，英國脫歐黨歐洲議會議員羅伯特·羅蘭發表演說。
愛國黨支持波蘭、匈牙利、捷克和斯洛伐克的維謝格拉德集團反對歐盟應對歐洲移民危機的移民政策。當時的認同與民主黨發起請願書，支持這些國家的執政黨。 波蘭法律與公正和匈牙利青民盟表達了與該黨成員類似的民粹主義和反移民言論，因此獲得相互支持，特別是來自奧班·維克多及其政黨的支持。 馬泰奧·薩爾維尼和瑪琳·勒朋希望在2019年歐洲議會選舉前與兩黨建立牢固的關係。 2021年7月至2022年1月，大多數認同與民主黨成員與青民盟、法律與公正黨、呼聲黨、希臘方案和其他歐洲民族主義政黨一同參與了一系列宣言和峰會。
2021年10月，認同與民主代表團拜訪了斯洛維尼亞總理、斯洛維尼亞民主黨領袖亞內茲·楊薩。
2022年，青民盟派出了包括司法部長茱蒂特·瓦爾加在內的代表參加認同與民主黨活動。
2023年10月，當時的認同與民主黨在羅馬舉行集會，參與者包括青民盟、美國共和黨、波蘭民族運動和以色列聯合黨。
2023年10月13日，媒體透露拯救羅馬尼亞也有意加入認同與民主黨團，儘管該黨最終沒有加入任何歐洲議會黨團。. 2023年10月30日，克羅埃西亞祖國運動表示願意加入認同與民主黨團，但最後在2024年7月選擇加入歐洲保守改革黨團。
2023年11月，該黨成員與青民盟和呼聲黨一起參加了塞爾維亞人民黨（SNP）主辦的會議。 塞爾維亞人民黨成員約翰·帕拉利奇後來接受認同與民主基金會的訪問， 表示塞爾維亞人民黨將「與認同與民主集團合作」。
2023年12月，保加利亞復興黨領導人科斯塔丁·科斯塔迪諾夫、羅馬尼亞人團結聯盟領袖喬治·西米翁以及波蘭王室聯合會代表在佛羅倫斯舉行的認同與民主集會上發表演說。 然而，西米翁在集會前一天表示該黨將加入歐洲保守改革黨團。
2024年3月，美國共和黨前總統候選人維韋克·拉馬斯瓦米在羅馬舉行的認同與民主集會上發表演說。